# Longipterygidae
Longipterygidae es una familia extinta de aves enantiornites que vivieron durante el principio del período Cretácico en lo que ahora es China. Todos los especímenes conocidos provienen de la Formación Jiufotang y de la Formación Yixian, que datan de principios de la época del Aptiense, hace 125-120 millones de años.

## Descripción
Los longipterígidos se caracterizan por su hocico dentado sumamente alargado (abarcando más del 60% de la longitud craneal total), en el cual los dientes se restringían a las puntas de las mandíbulas. Los hocicos son derechos pero levemente cóncavos en el punto detrás de las narinas, y los huesos de la punta del hocico eran sólidos. Sus pigóstilos, la serie de vértebras fusionadas en la cola, eran inusualmente grandes, y más grandes que los huesos de los pies. Los pies de los lingipterígidos eran relativamente más especializados que los de otros enantiornites. Mientras que la mayoría de estas aves tenían un largo dedo medio con un "nudillo" (tróclea) que se extendía más allá de los dos dedos exteriores, los dedos del pie de los longipterígidos eran iguales en longitud, y se sujetaban con el pie al mismo nivel. Esta configuración es también vista en algunos grupos de aves modernas y es usualmente considerada como una adaptación para una habilidad avanzada de posarse en las ramas. Es probable que los miembros de esta familia vivieran principalmente en los árboles. Debido a sus largas mandíbulas aguzadas con dientes grandes y curvados que son usualmente considerados como una adaptación para capturar y comer peces, se cree que probablemente eran similares ecológicamente a los actuales martines pescadoress.

## Clasificación
El nombre Longipterygidae fue acuñado originalmente como una familia de aves enantiornites por Zhang y colaboradores en 2001. Ellos solo incluyeron a la primera especie conocida, Longipteryx chaoyangensis, y situaron a la familia en su propio orden, Longipterygiformes. Mientras que a Longipterygiformes nunca se le ha dado una definición formal, Longipterygidae tiene una definición filogenética dada por O'Connor y colaboradores en 2009. Ellos definieron el clado como el grupo que incluye a Longipteryx, Longisrostravis, su más reciente ancestro común y a todos sus descendientes.
El cladograma que sigue a continuación se basa en el análisis filogenético de O'Connor, Gao y Chiappe (2010a).
|  | Longipteryx                                                  |
|  |                                                              |
|  | Shanweiniao                                                  |
|  |                                                              |
|  | \| \| Rapaxavis \| \| \| \| \| \| Longirostravis \| \| \| \| |
|  |                                                              |
|  | Rapaxavis                                                    |
|  |                                                              |
|  | Longirostravis                                               |
|  |                                                              |

|  | Rapaxavis      |
|  |                |
|  | Longirostravis |
|  |                |

Cladograma posterior basado en el estudio de Li et al. (2012):
|  | Longipteryx |
|  |             |
|  | Shanweiniao |
|  |             |

|  | Longirostravis |
|  |                |
|  | Shengjingornis |
|  |                |

|  | Longipteryx |
|  |             |
|  | Shanweiniao |
|  |             |

|  | Longirostravis |
|  |                |
|  | Shengjingornis |
|  |                |